# Asklepios Fachklinikum Göttingen

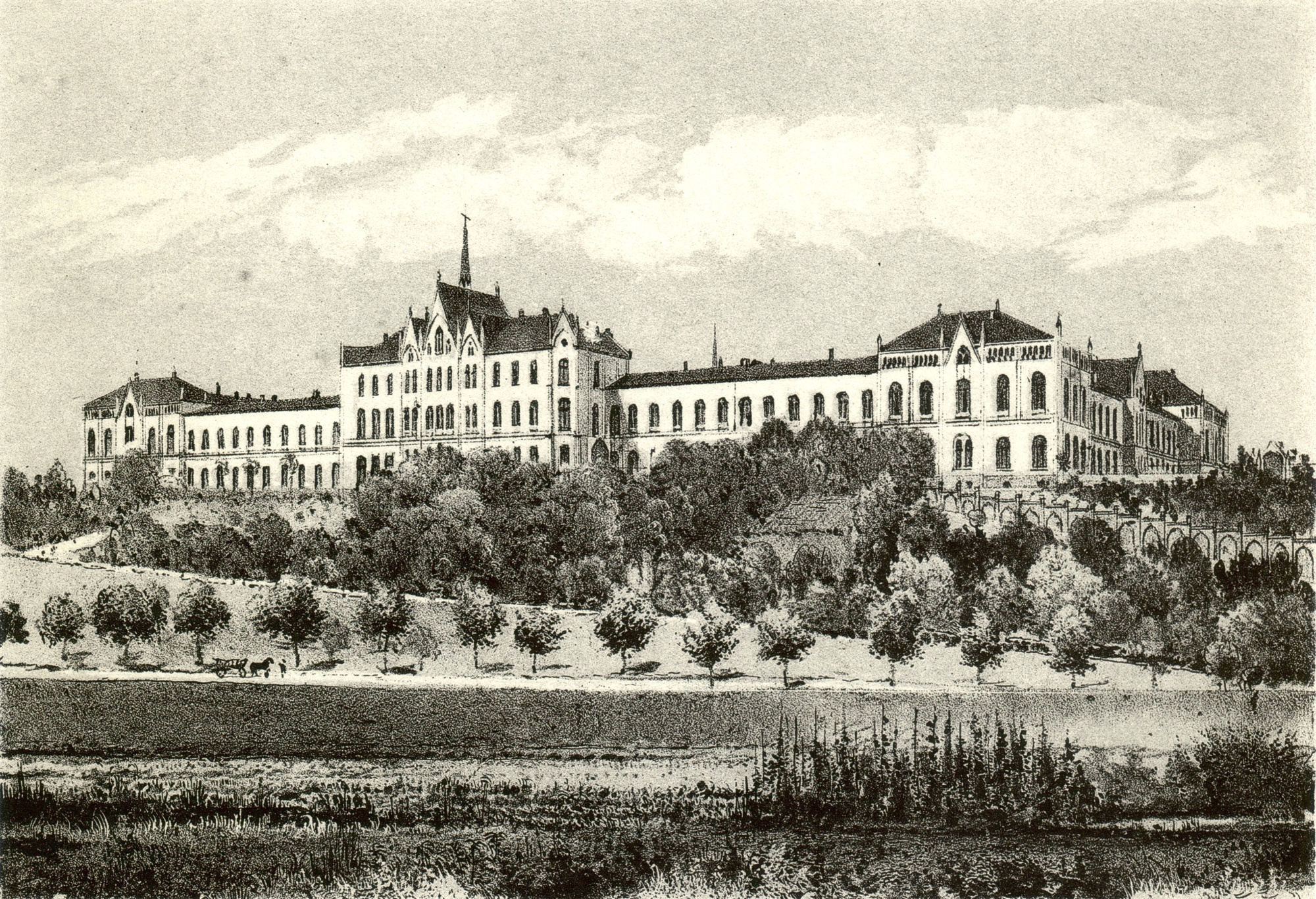
Blick auf die zum Leinetal gerichtete Hauptfassade der damaligen Provinzial-Irrenanstalt. Lithographie von Robert Geißler, 1880.

Das Asklepios Fachklinikum für Psychiatrie und Psychotherapie Göttingen ist das vormalige Niedersächsische Landeskrankenhaus Göttingen und seit dem 1. November 2007 Teil der Asklepios-Kliniken-Gruppe, eines Hamburger Klinikbetreibers. Zusammen mit der Psychiatrie der Universitätsmedizin Göttingen stellt das Krankenhaus die vollstationäre psychiatrische Behandlung für die Landkreise Göttingen und Northeim sowie die südwestlichen Teile des Landkreises Goslar sicher. Eine geronto-psychiatrische Tagesklinik auf dem Krankenhausgelände, eine Institutsambulanz, eine Suchtambulanz sowie eine Tagesklinik in der Stadt Göttingen ergänzen das vollstationäre Angebot. Die Einrichtung verfügt über 510 Betten im gesamten Krankenhaus und 595 Vollkräfte als Mitarbeiter (Stand 2019).

## Entstehungsgeschichte
1866 wurde das Krankenhaus für nervenkranke Patienten als Königliche Landes-Irrenanstalt zu Göttingen in Betrieb genommen. Spätere Bezeichnungen waren Provinzial-Irrenanstalt, Heil- und Pflegeanstalt sowie Niedersächsisches Landeskrankenhaus.
Ausschlaggebend für den weit im Süden des Königreichs Hannover gelegenen Standort war die Universität Göttingen und die Überlegung, „dass die Studierenden der medizinischen Fakultät durch die Einrichtung einer Anstalt dort auch die Möglichkeit einer Ausbildung in Psychiatrie während des Studiums bekamen.“ Erst 1954 wurden die Universitätsklinik Göttingen und das Niedersächsische Landeskrankenhaus (LKH) getrennt. Die Klinik ist jedoch noch heute akademisches Lehrkrankenhaus der Georg-August-Universität Göttingen.

## Architektur
Die ab 1862 geplante und 1864–1866 erbaute Königliche Landes-Irrenanstalt zu Göttingen entstand damals außerhalb der Stadt, oberhalb der Leine am Südosthang des Leinebergs (Adresse heute: Rosdorfer Weg 70) und war seinerzeit das größte Bauprojekt am Ort. Die Architekten des Baukomplexes waren die hannoverschen Baubeamten Adolf Funk und Julius Rasch, unter deren Leitung etwa gleichzeitig auch andere große Anstaltsbauten in Osnabrück (Provinzial-Irrenanstalt) und Hannover (Hebammen-Lehranstalt) entstanden. Architekt Rasch, der von dem damals noch jungen Architekten Gotthilf Ludwig Möckel unterstützt wurde, veröffentlichte den Göttinger Bau 1867 ausführlich, u. a. in der Zeitschrift des Architekten- und Ingenieurvereins Hannover.
Der ausgedehnte Altbaukomplex der heutigen Asklepios Fachklinikums besteht aus mehreren teilweise freistehenden, symmetrisch angeordneten Gebäuden um einen zentralen großen Hof („Irrengarten“). Der Hauptbaukörper ist eine über 150 Meter breit gelagerte und reich mit Werksteinfassaden, Risaliten und neugotischer Bauzier versehene Dreiflügelanlage. Deren ehemalige Haupt- und Eingangsfront orientiert sich mit einem erhöhten Mittelrisalit und einem Dachreiter sowie einer repräsentativen Vorfahrt nach Südosten zum Leinetal, was heute durch die Bewaldung des Hangs nur noch eingeschränkt erlebbar ist. Die beiden nach Nordwesten gestreckten Enden der Seitenflügel werden von einem Laubengang verbunden, welcher den Hof umschließt und die zweigeschossige Anstalts-Kapelle St. Lukas einfasst. Seitliche, 1894–1895 entstandene Pavillonbauten für Kliniken sowie die ehemalige Villa des Anstaltsdirektors Ludwig Meyer (Rosdorfer Weg 70N) runden das historische Gebäudeensemble in einer parkartigen Umgebung ab.
Ab Ende der 1970er Jahre entstand nordwestlich des Altbaus ein umfangreicher neuer Kranken- und Bettenhauskomplex, der 1981 bezogen wurde.

Bildergalerie
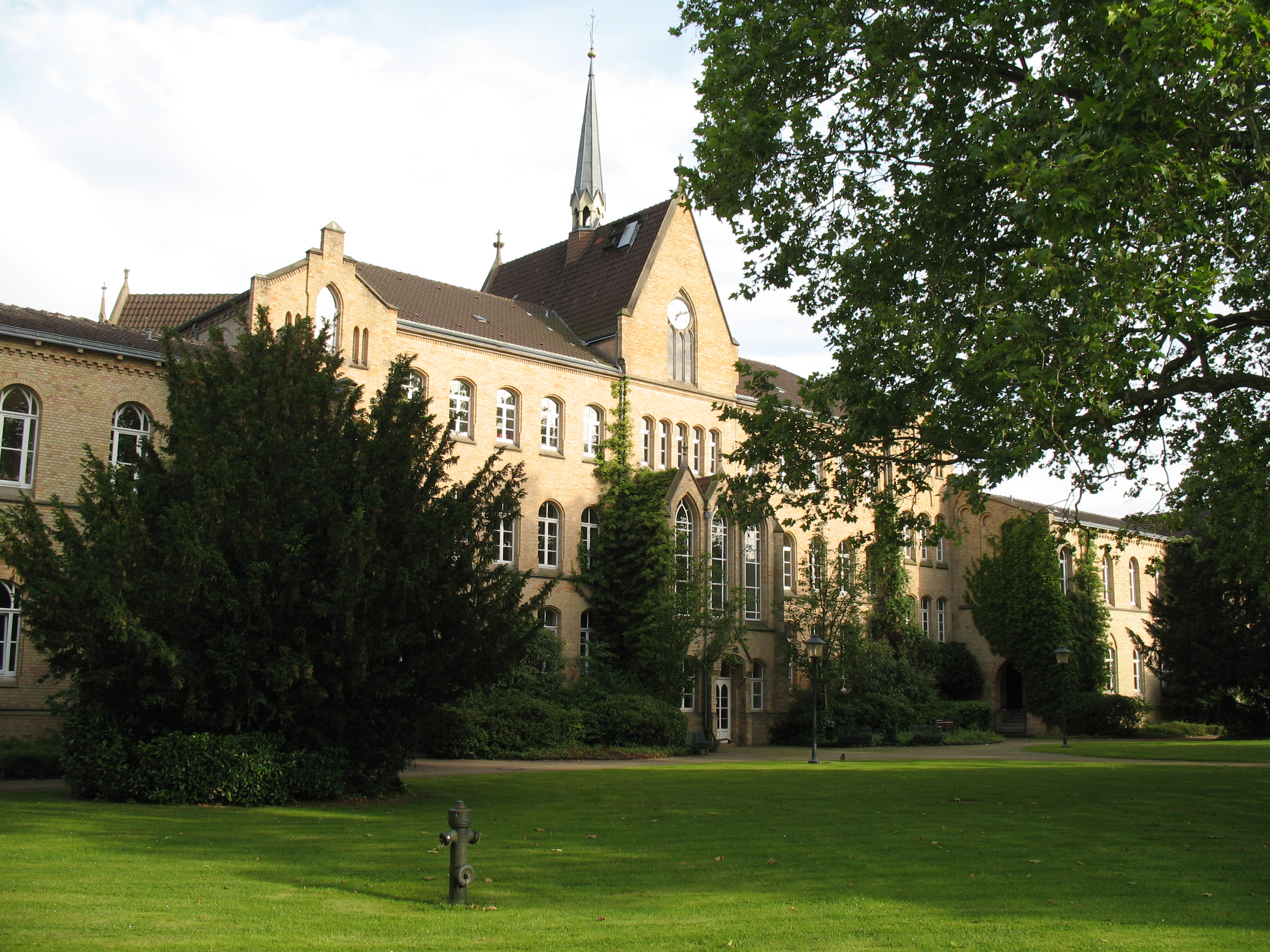
Innenhof der Dreiflügelanlage mit Blick auf den Mitteltrakt (Aufnahme 2012)
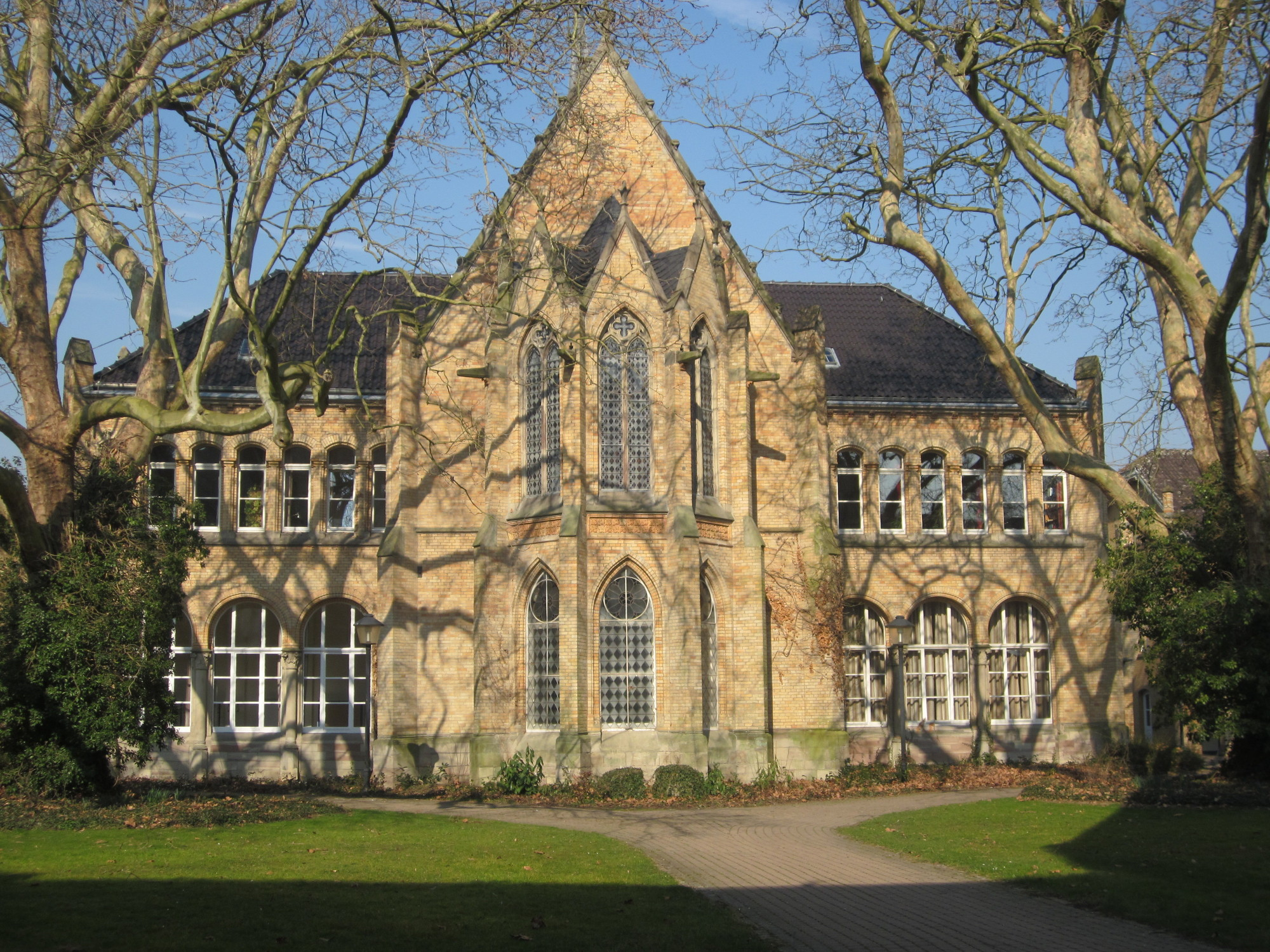
Innenhof mit Blick auf die Anstaltskirche (Aufnahme 2015)
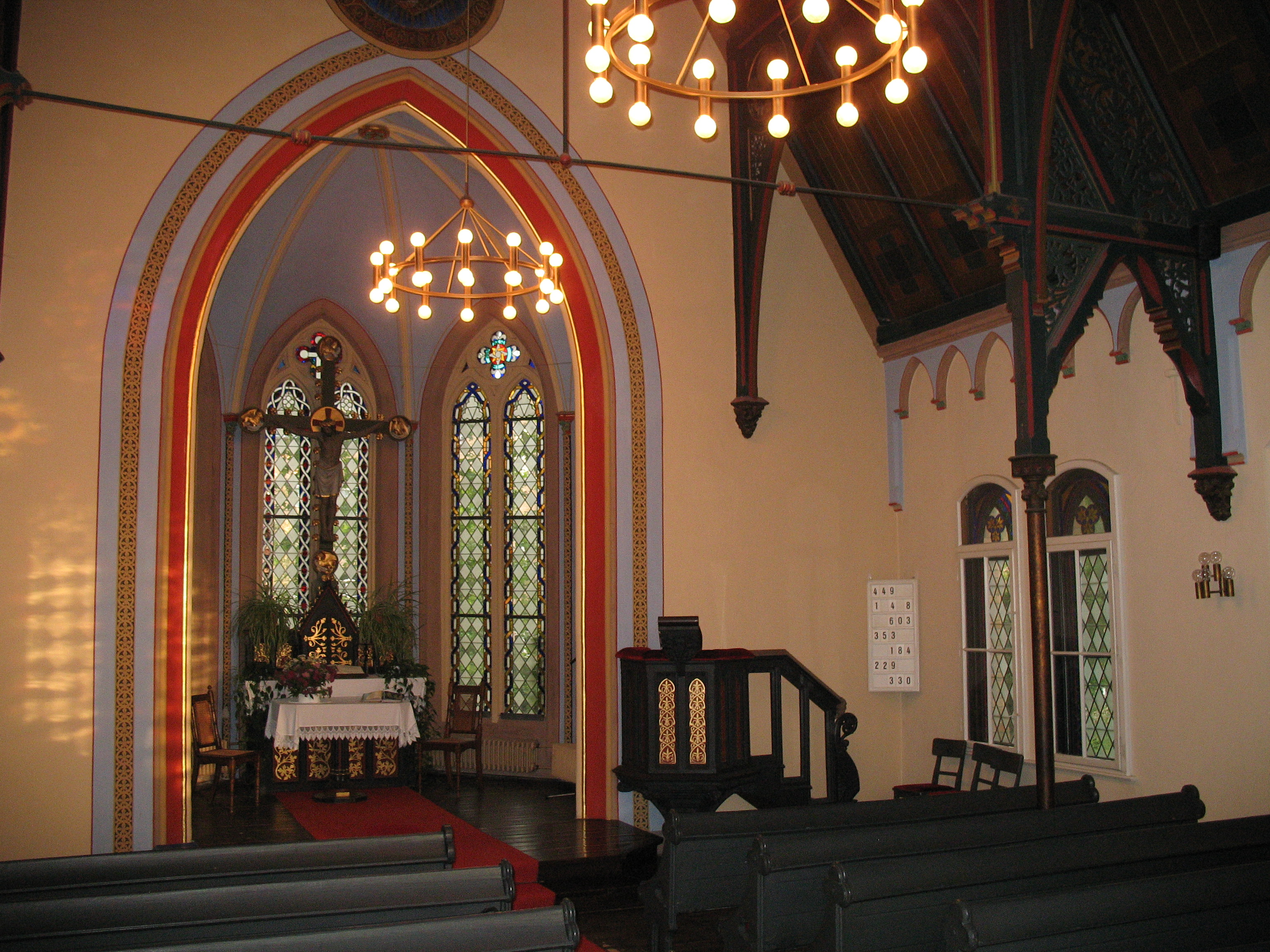
Anstaltskirche St. Lukas, Innenaufnahme (2012)

## Privatisierung
Am 1. November 2007 übernahm die Asklepios Klinikgruppe das Göttinger Landeskrankenhaus (LKH) sowie das Landeskrankenhaus Tiefenbrunn. Die Privatisierung stieß auf erheblichen Widerstand. Die Landtagsfraktionen von SPD
und Bündnis 90/Die Grünen beantragten ein Normenkontrollverfahren beim Staatsgerichtshof in Bückeburg. Sie waren der Meinung, dass der Verkauf fast aller Landeskrankenhäuser auf verfassungswidrigen Gesetzen basierte und stützten sich auf ein Expertengutachten. Auch der niedrige Kaufpreis sorgte für Proteste und eine heftige öffentliche Debatte.
Durch die Privatisierung wurde das – ehemals organisatorisch in Form der Stationen 14.1, 14.2, 15, 16.1, 16.2 und 17 zum LKH gehörende und auf dem LKH Klinikgelände angestammte – Ludwig-Meyer-Institut für forensische Psychiatrie, in dem der Maßregelvollzug nach den § 63 und § 64 des StGB vollzogen wird, dem naheliegenden Maßregelvollzugszentrum Moringen, welches als Forensik und ehemaliges LKH weiterhin vollständig vom Land Niedersachsen als Träger betrieben wird, angegliedert.
Das Ludwig-Meyer-Institut für forensische Psychiatrie und Psychotherapie verbindet einzigartig in Deutschland eine universitäre Professur (Georg-August-Universität Göttingen, Bereich Humanmedizin) mit der Leitung des Asklepios Fachklinikums für forensische Psychiatrie, da ein privater Träger nicht die hoheitlichen Aufgaben des Landes in Form von freiheitsentziehenden Maßnahmen aus dem Bereich des Strafvollzugs und des Maßregelvollzugs wahrnehmen darf. So sind außer privat Angestellten auch rund ein Dutzend Landesbedienstete auf vier Stationen im Funktionsbereich VII – Forensische Psychiatrie des Asklepios Fachklinikums Göttingen eingesetzt.

## Angebote
Behandelt werden heute Patienten in den Bereichen der Akutpsychiatrie, der Suchtbehandlung, der Sozialpsychiatrie, der Gerontopsychiatrie, der Psychotherapie, der forensischen Psychiatrie, tagesklinischer Behandlung und ambulanter Behandlung.